# Operation Flashpoint: Between the Lines
Operation Flashpoint: Between the Lines (сокр. BTL; дословно с англ. — «Операция „Горячие точки“: Между линиями») — компьютерная игра в жанре тактического шутера, разработанная и изданная немецкой фирмой XMP (X-Media Publishing) в 2001 году (которая также является автором других модификаций к OFP: TLE — The Last Enemy и POW — Planet of War). Игра вышла на PC и является неофициальной модификацией-дополнением к оригинальной серии. Она включает в себя новое звуковое сопровождение из 15 композиций и добавляет три новых полноценных кампании для одиночного режима. Но никаких дополнений к многопользовательской части нет.

## Сюжет

### Between the Lines («Между линиями»)
Вам предстоит оказаться в роли доктора Рооса, живущего на Малдене в апреле-мае 2001 года, где все ещё разворачивается конфликт между США и Россией, в котором Россия одерживает верх. Он попадает в плен, а его дом вместе с семьей уничтожают русские, за что он поклялся отомстить. Доктора перевозят на отдельный островок, где он оттуда легко сбегает и присоединяется к отрядам сопротивления. Вместе они пытаются освободись остров от русских, что в конечном итоге и получается сделать.

### War on Morton («Война на Мортоне»)
События разворачиваются в период с декабря 2001 по январь 2002 года и считаются логичным продолжением первой кампании. Теперь вам предстоит сыграть за безымянного солдата США, командующего отрядом по захвату и обороне небольшого городка Мортон, а также отвоевыванию прилежащих территорий на острове Эверон, полностью освобождая его от врага.

### Special Operations («Специальные миссии»)
Действия разворачиваются на всех трёх островах: Эверон, Малден и Колгуев. Вам предстоит выступить в роли безымянного гранатомётчика США, командующего диверсионным отрядом по уничтожению и зачистке определённых секторов островов.

## Персонажи
- Роос (англ. Dr. Roos) — доктор и местный житель на Малдене, главный протагонист игры. После того, как его деревню вместе с семьей уничтожили русские, решает взяться за оружие и выступить против них, присоединяясь к отрядам сопротивления в роли бойца и командира подразделения.
- Победитель (англ. Winner) — санитар и офицер из отряда сопротивления, один из командиров.
- Сайренд (англ. Sairend) — гранатомётчик и пулемётчик из отряда сопротивления.
- Мальтмен (англ. Maltman) — боец и гранатомётчик из отряда сопротивления.
- Фрагмен (англ. Fragman) — пулемётчик и пилот из отряда сопротивления.
- Каррас (англ. Karras) — боец с ГП из отряда сопротивления.
- Пиранья (англ. Piraniah) — пулемётчик и ПТ боец из отряда сопротивления.
- Паннемен (англ. Pannemann) — боец с ГП из отряда сопротивления.
- Блейфиш (англ. Bleifish) — боец и офицер из отряда сопротивления, один из командиров.
- МЭП (англ. MAP) — боец с ГП и пулемётчик из отряда сопротивления.
- Тень (англ. Shadow) — пулемётчик и боец с ГП из отряда сопротивления.
- Пожиратель крови (англ. Bloodeather) — боец и пулемётчик из отряда сопротивления, один из командиров.
- Тимен (англ. Tiiman) — боец из отряда сопротивления.
- † Владимир (англ. Vladimir) — генерал России, главный антагонист игры. Найден и убит доктором Роосом.

## Оценки и рецензии
| Русскоязычные издания | Русскоязычные издания |
| Издание               | Оценка                |
| --------------------- | --------------------- |
| Absolute Games        | 20 %                  |
| «Игромания»           | Без оценки            |

Российские издания высказались негативно. Сайт Absolute Games поставил оценку в 20 % (ужасно), а журнал Игромания и вовсе открестилась от полноценного обзора, сославшись на мнение пользователя в интернете.